# Douwe
Douwe is een Friese voornaam die vooral als jongensnaam wordt gebruikt. Varianten van de naam zijn Daauw, Daauwe, Dauwe, Doewe, Dotsen, Douk, Doutzen en Douke. 
Vrouwelijke vormen zijn Dautsen, Dautsje, Deauke, Doukje, Doutina, Doutsen, Doutsje, Doutzen en Douwina. De vormen Daauw, Daauwe en Douk zijn Gronings. De naam komt waarschijnlijk van het Friese do (duif). De naam Douwe kwam vroeger ook in Holland voor, soms als vrouwelijke naam. 
In de zestiende en zeventiende eeuw werd de naam soms verlatijnst tot Dominicus. 
De naam werd in Nederland tussen 1890 en 2017 jaarlijks tussen de 50 en 100 maal per jaar gegeven. De naam werd in 2016 vijftig maal gegeven, enkel als jongensnaam. In 2016 droegen 5784 inwoners van Nederland Douwe als eerste naam en kwam de naam 3203 maal voor als vervolgnaam.

## Bekende naamdragers
- Douwe Amels, atleet
- Douwe Aukes, kapitein
- Douwe Jans Bierma, politicus
- Douwe Blumberg, kunstenaar
- Douwe Bob, singer-songwriter
- Douwe Breimer, rector magnificus
- Douwe Capelle, collaborateur
- Douwe Dabbert, stripfiguurtje
- Douwe Casparus van Dam, ontdekkingsreiziger en natuuronderzoeker
- Douwe van Dam, politicus
- Douwe Juwes de Dowe, kunstschilder
- Douwe Draaisma, psycholoog en schrijver
- Douwe Egberts, grondlegger van Douwe Egberts
- Douwe Eisenga, componist
- Douwe Jan Elzinga, hoogleraar staatsrecht
- Douwe Flinx, boekenpersonage
- Douwe Fokkema, literatuurwetenschapper en sinoloog
- Douwe Hansma, schrijver en schilder
- Douwe de Hoop, kunstenaar
- Douwe Kalma, dichter en schrijver
- Douwe Kiestra, dichter en schrijver
- Douwe Lubach, medicus
- Douwe Mout van der Meer schipper voor de VOC
- Douwe van der Meulen, puzzelontwerper en schrijver
- Douwe Sirtema van Grovestins, jonker
- Douwe Jan Vincent van Sytzama, burgemeester
- Douwe Tamminga, dichter en schrijver
- Douwe Taeke van der Ploeg, florist en onderwijzer
- Douwe Azn. Visser, zeiler
- Douwe Jzn. Visser, zeiler
- Douwe Weima, politicus en verzetsman
- Douwe Wijbrands, worstelaar
- Douwe van der Zweep, kunstenaar

als vervolgnaam
- Jan Douwe Kroeske, presentator en programmamaker
- Sicco Douwe van Aylva, patriottisch staatsman
- Egbert Douwe, artiestennaam van Rob Out
- Egbert Douwes, grondlegger Douwe Egberts
- Dirck Reiniersz. van Douwe, glazenier